# 赤松德贊
赤松德贊（藏語：ཁྲི་སྲོང་ལྡེ་བཙན，威利转写：Khri-sRong lDe-bTsan，THL：Trisong Detsen，藏语拼音：Chisong Dêzän，742年—797年），又译“墀松德贊”，吐蕃第37代贊普，755年至797年在位。在他任內，吐蕃國勢达到鼎盛。他也是藏傳佛教極為重要的弘揚者，被后世尊称为“吐蕃三法王”之一。
赤松德赞的名字，在汉文文献《通典》中作乞梨悉笼纳赞，《旧唐书·吐蕃传》中作乞黎苏笼猎赞、娑悉笼猎赞，《新唐书·吐蕃传》作娑悉笼猎赞、乞立赞，《资治通鉴》作乞黎苏笼猎赞、娑悉笼猎赞、乞立赞。在汉文文献中，他的早期事迹往往与前任赤德祖赞混淆。

## 生平

### 生母的疑问
藏学界原先认为赤松德赞的生母是金城公主，今日多认为是那囊·芒波杰西丁。
《巴协》和《贤者喜宴》都记载着这样一个故事：金城公主生下赤松德赞后，皇后那囊氏（藏語：བཙུན་མོ་སྣ་ནམ་བཟའ།）诡称怀孕，用药敷在乳房上使乳汁流出，令国王和群臣无法辨识。在赤松德赞满岁时，赤德祖赞令赤松德赞在二人中找出亲生母亲。最终赤松德赞认出了自己的亲生母亲是金城公主。
此故事被后世藏传佛教典籍广泛记载，学者才让认为其对赤松德赞的智慧有夸张的嫌疑，而同时期的历史文献则证明这仅仅是一则不实的传说。汉文史料中没有赤松德赞是金城公主儿子的任何记载。且根据敦煌发现的藏文文献《大事记年》记载，金城公主于739年去世（《新唐书》则记载吐蕃于740年遣使向唐朝报丧）；在此之后的片段又记载：“马年（唐玄宗天宝元年，742年）……赞普赤松德赞诞生于札玛（藏語：བཙན་པོ་སྲོང་ལྲོང་ལྡེ་བརྕན་བྲག་མར་དུའ་བལྟམ།）”。以此来看，赤松德赞不可能是金城公主的儿子。而敦煌出土的藏文文献《赞普世系表》亦明确记载，赤松德赞是赤德祖赞与那囊·芒波杰西丁（藏語：སྣ་ནམ་ཟའ་མང་པོ་རྡེ་བཞི་སྟེང）所生之子。

### 冲龄即位，大臣摄政
755年，赤德祖赞在亚著贝擦城（藏語：ཡ་འབྲོག་ས་ཚལ）赛马时，被大臣朗·梅色（藏語：ལང་མྱེས་ཟིགས།）和末·结桑东则布害死。随即吐蕃的属国苏毗发动叛乱。但吐蕃将军恩兰·达扎路恭（《新唐书》作马重英）发现了这个阴谋，逮捕了朗氏和末氏并将其灭族，同时发兵攻打苏毗，杀其王没庐赞。没庐赞之子悉诺逻投降唐朝，被唐朝封为怀义王。
十三岁的赤松德赞在赤德祖赞死后继承了赞普之位。由于年幼，政权悉归大臣玛祥仲巴杰和恩兰·达扎路恭代理。玛祥声称尺带珠丹的早逝是由于信奉佛教所致，而且朗氏和末氏也是崇佛者，因此制定了禁止佛教的小法律（藏語：ཁྲིམས་བུ་ཆུང），把逻些城供奉的佛像送至芒域（藏語：མང་ཡུལ，今不丹以及中国西藏自治区亚东一带），并驱逐了一些外国高僧，拆毁了部分佛寺。

### 夺取陇右，攻陷长安
赤松德赞即位的时候，正值唐朝發生安史之亂。唐玄宗将朔方、河西、陇右等地的边军大量调去讨伐安禄山。756年，吐蕃遣使向唐朝报丧。当得知唐朝发生内乱时，使者提出回国时奏请国主发兵支援唐朝。但唐玄宗心中存在着戒备，拒绝了吐蕃的请求并将使者礼送出境。吐蕃看见了唐朝的衰弱和其西部边境的空虚，发兵攻陷陇右所辖（今青海湖边）的威戎、神威、定戎、宣威、制胜、金天、天成等6军及石堡、百、雕窠3城，同时又陷鄯、武、叠、宕4州。此后，吐蕃派遣论绮力卜藏（藏語：བློན་ཁྲི་བཟང་།）、尚东赞（藏語：ཞང་སྟོན་རྕན།）、尚赞哇（藏語：ཞང་བཙན་བ།）夺取廓、霸、岷等州以及河源军、莫门军。吐蕃一面入侵唐朝，一面遣使请求与唐朝会盟，以麻痹唐朝。郭子仪认为其中有诈，唐肃宗接受郭子仪的建议，一面派郭子仪、萧华、裴遵庆与吐蕃会盟，一面整军防备。
763年，唐朝派遣御史大夫李之芳出使吐蕃，但被吐蕃扣留。随后，吐蕃派遣恩兰·达扎路恭、琛·尚·杰斯秀亭（汉文史料作尚结息、尚悉结）发兵二十万，完全夺取了陇右地区。随后迅速攻破大震关（今陕西陇县西），兵锋直指长安。泾州刺史高晖投降吐蕃，充当吐蕃军的向导。随后，吐蕃先后攻破了邠州（今陕西彬州市）及奉天县（今乾县）、武功县，吐谷浑和党项叛离唐朝，并协助吐蕃攻击唐朝。吐蕃在渭水击败唐将吕月将，迅速攻至长安城下，唐代宗逃往陕州避难。吐蕃拥立金城公主的侄儿广武王李承宏为唐朝皇帝，可封为宰相，改元大赦。但由于吐蕃军不适应长安的酷热，而且郭子仪等唐朝的勤王军队迫近长安，在滞留了15天之后，恩兰·达扎路恭不得不率吐蕃军撤离长安，将长安洗劫一空并勒石记功而还。吐蕃军围攻凤翔军，但未能夺取，于是屯兵于原州（今宁夏原州区）、会州（今甘肃靖远县）、成州（今甘肃礼县西南）、渭州各地，包抄长安，直接威胁京畿一带，不断蚕食唐朝的河西地区，并切断了唐朝本土与西域之间的联系。
自从吐蕃从长安撤退之后，吐蕃军每年秋季都骚扰唐朝边境。764年，吐蕃联合唐朝的叛将仆固怀恩以及回纥入侵唐朝。吐蕃先包围邠州，但由于邠宁节度使白孝德据城固守，未能成功。吐蕃便联合回纥和仆固怀恩，直逼奉天，关中震动。郭子仪严阵以待，吐蕃军未能如愿，只得渡过泾河撤退。途中，吐蕃军突袭并占领了凉州。
翌年，吐蕃派人到长安请求和解。唐朝派宰相元载、杜鸿渐等人，在兴唐寺与吐蕃举行了会盟。此次会盟的实际情况在史书上并无太多记载。郭子仪向唐代宗称此次会盟是吐蕃的诈术，建议多加防备。同年，吐蕃果然联合仆固怀恩，以及回纥、吐谷浑、党项、奴剌等国，大举入侵唐朝。吐蕃军由名将琛·尚·杰斯秀亭、恩兰·达扎路恭等人率领，自北道攻奉天，回纥军队继之；党项自东道出击至同州（今陕西大荔县）；吐谷浑、奴剌的军队则自西道趋至盩厔，三路大军同时出动，包抄长安。朔方兵马使浑瑊据守奉天，与吐蕃交战二百余次，杀伤吐蕃兵一万五千人。双方在长安展开拉锯战，引起唐朝朝廷的恐慌，官员们纷纷举家逃离长安，唐代宗也无法禁止。鱼朝恩甚至建议前往河中避难，但不被允许。幸得天降大雨，阻止了吐蕃军的进攻路线。吐蕃军绕道至醴泉（今陕西礼泉县北），烧杀劫掠，掳百姓数万而退。同年冬，吐蕃与回纥会师，围攻泾阳，郭子仪坚守不出战。
后来仆固怀恩突然病逝，吐蕃与回纥争夺地主之位，分营而居。先前，郭子仪有恩于回纥；得知此事后，郭子仪单骑进入回纥营中，与其统帅结盟。唐与回纥联军突袭吐蕃军，大败之，迫使其撤退，最后成功解除了其对长安的威胁。

### 亲政与独尊佛教
虽然执政大臣颁布了佛教禁令，但仍有人信奉佛教。吐蕃的官员巴赛囊前往天竺，向中观瑜伽行派的创立人寂护大师学习佛法，并改名益喜旺波。益喜旺波返回吐蕃后，劝赤松德赞信佛。而出使唐朝归来的吐蕃使者巴桑希（藏語：སྦ་སང་ཤི།）亦向赤松德赞颂扬佛法。当时已经成年的赤松德赞对佛教产生了浓厚兴趣，并对玛祥仲巴杰的横行跋扈表示不满。赤松德赞一面培养自己的亲信崇佛派大臣，一面命令益喜旺波、巴桑希秘密翻译佛经。最终于769年，在崇佛派大臣墀桑雅甫拉、洛德古囊恭（藏語：ལོ་ཏེ་གུ་སྣང་གོང）的帮助下，赤松德赞设计把玛祥骗进了建于那囊昌浦（藏語：སྣ་ནམ་བྲང་བུ）的一座坟墓中，将其活活困死，铲除了反佛派首领。
在铲除了玛祥之后，赤松德赞派益喜旺波、随正使章藏谢（藏語：སྦྲང་གཙང་བཞེར།）、副使巴桑希一起前往唐朝学习佛法；益喜旺波回国后，又前往天竺那烂陀寺，请寂护前来吐蕃弘杨佛法。寂护受到了赤松德赞的尊敬，支持其传教。但当时苯教的势力非常大，由于当时发生了一系列天灾反佛派大臣认为是触怒天神，迫使赤松德赞将寂护送到了尼婆罗。寂护则在吐蕃反佛浪潮逐渐平息之后，邀请天竺著名的密宗大师莲花生一同赴吐蕃弘法。在赤松德赞的主持下，莲花生同支持苯教的恩兰·达扎路恭等人进行了辩论，结果莲花生获得了胜利。赤松德赞下令全国废除苯教信仰，改信佛教；废止苯教的祭祀并将苯教的经书丢入河中。恩兰·达扎路恭由于拒绝改宗佛教而被流放北方，但后来由于其转为崇佛且战功赫赫而被召回，并被委以重任，担任大论一职。而在地方也有反对佛教的浪潮，象雄王尽发其属下十三个千户兵攻打赤松德赞，但被镇压。
在寂护和莲花生的主持下，桑耶寺于775年建成并开光。赤松德赞让七位吐蕃贵族出家为僧，称预试七人，是为藏传佛教僧团之始。並且開始將梵文佛經譯為藏文。同时命令群臣在全国各地广建佛寺、佛塔，要求群臣发誓永远信仰佛教，使得佛教逐渐成為吐蕃主要的信仰。

### 攻打天竺
在桑耶寺的白塔建成之后，赤松德赞从莲花生那里听说摩揭陀国有如来佛祖的真身舍利，遂派大军远征天竺，欲奉舍利回吐蕃供奉。恒河北岸的各个小国得知蕃军强盛，纷纷投降，成为属国。蕃军兵不血刃便占领了恒河北岸地区，随后渡过恒河攻入中天竺的摩揭陀国。摩揭陀人纷纷逃窜，吐蕃军从佛塔中取出舍利，送往吐蕃供奉；同时又掠夺了大量佛像、佛经，俘虏了不少高僧。凯旋回朝之前在恒河边竖立大铁柱以标明地界，并遣士兵看守。

### 南诏的背叛
在吐蕃与唐朝的战争中，姜域（ལྗང་ཡུལ，即今日云南一带）也是唐蕃双方争夺的重要地区。当时姜域处在吐蕃属国南诏的统治之下，南诏王阁罗凤曾在安史之乱期间配合吐蕃，大举进攻唐朝，夺取巂州、会同军等地。763年，吐蕃军相继攻破唐朝的松州、维州（今四川理县杂谷脑镇）和保州（在理县北）。维州为川西重镇，地势险峻，被吐蕃夺取后，更名为“无忧城”。自此吐蕃军队横行无忌，剑南西山诸州都被吐蕃占领。翌年，剑南节度使严武攻下盐川城后，实行严苛的政治和军法，战局才得到了转机。自此，吐蕃在姜域的战事常处于不利位置。
779年，阁罗凤病逝，其孙异牟寻继位。异牟寻继承了其祖父亲近吐蕃的外交政策，配合吐蕃入侵唐朝，连陷数州县。唐朝派李晟率兵入川阻击，恢复了许多州县。这使得异牟寻非常震惊。而在另一方面，由于吐蕃对南诏的横征暴敛，使得异牟寻对吐蕃很不满，私下派人与唐媾和。韦皋设下离间计，成功使南诏与吐蕃的关系发生裂痕并互相猜忌。吐蕃知南诏有异心，试图通过册封其他部落酋长的方式来取代南诏的地位。这最终迫使异牟寻最终与唐结盟，突袭并驱逐了吐蕃在南诏的势力。
吐蕃与唐对南诏的争夺，最终使两国在当地的势力都大为削弱，给予南诏独立称霸的机会。

### 夺取西域
赤松德赞在位期间，正值唐朝由盛转衰的时期，750年怛罗斯战役之后，唐朝在西域的威信丧失。与此同时，吐蕃趁机进入西域，同西域诸国交好互致聘礼。吐蕃夺取陇右、河西一带后，唐朝本土与西域的联络彻底被切断。吐蕃既能自西北的勃律进入中亚，又能沿着河西走廊进入西域。吐蕃不断向唐朝统治西域的据点发起攻击，西域的唐朝官员陷入孤立无援的境地。为避免吐蕃的坐大，唐朝在外交上奉行“南联南诏、北通回鹘、西结大食”的策略，形成对吐蕃的包围网。788年，遣咸安公主和亲回鹘（即之前的回纥）的合骨咄禄可汗，合骨咄禄可汗承诺要帮助唐朝对抗吐蕃。同时，唐朝又通好于大食（阿拉伯帝国），怂恿阿拉伯帝国入侵西域。但吐蕃利用小勃律及帕米尔高原一带的各个属国为屏障抗击阿拉伯帝国，阻止了阿拉伯人的东进。
唐朝在逐渐失去西域的同时，回鹘势力也进入了西域，沙陀、葛逻禄、白服突厥等部族都归附了回鹘，北庭大都护府一带事实上已被回鹘控制。但回鹘在当地横征暴掠，引起当地部族的不满，吐蕃趁机派人去鼓动他们反叛。790年，吐蕃策反了回鹘属下的葛逻禄各部，向北庭发起进攻。沙陀部族酋长朱邪尽忠趁机反唐，投奔吐蕃。蕃军攻陷北庭，北庭节度使李袭古逃往西州（在今新疆吐鲁番市东南），自此吐蕃的势力扩张到了天山以北。同年秋，回鹘派出大将颉干迦斯率倾国之兵而来，协助李袭古对抗吐蕃。赤松德赞派遣恩兰·达扎路恭出击，大破回鹘，并歼灭了回鹘主力。回鹘陷入了内乱之中，葛逻禄趁机攻取了回鹘的浮图川，回鹘自此走向衰落。792年，唐朝的最后一个据点西州被吐蕃攻陷，吐蕃自此完全占领了西域地区，将唐朝与回鹘的势力彻底驱逐。
经过了这一系列战争，吐蕃成为了东至今陕西、甘肃交界处以及大渡河流域，南至印度中部恒河一带，西至帕米尔高原，北至天山的强大帝国。

### 顿渐之诤
当时进入吐蕃传教的僧人不仅有天竺僧人（主张渐悟的一派，称为“渐门”），还有唐朝信仰禅宗的僧人（主张顿悟的一派，称为“顿门”），两派所主张的修行方法不同。随着佛教被定为吐蕃的国教，两派势力的发展越来越壮大，最终互相攻击诋毁，达到水火不相容的局面。堪布摩訶衍本是沙州（今敦煌）一带的禅宗名僧，在781年被赤松德赞请到逻些城传教。禅宗的简洁明了使堪布摩訶衍的信众越来越多，而随寂护学佛法的人越来越少，于是天竺僧人奏请禁止禅宗的传播。禅宗僧人则奏请与天竺僧人辩论，落败者禁止传教。于是在792年，天竺僧人莲花戒与禅宗僧人堪布摩訶衍在逻些城进行激烈辩论。这就是藏传佛教历史上的“顿渐之诤”，又稱「拉薩僧諍」。
這場諍論持續了三年，進行地非常激烈，最後在赤松德贊介入下得以平息。不過，這次諍論的結局在現代藏學界中卻眾說紛紜，至今仍是一個謎。後世藏傳佛教史書多採用與同時期天竺僧人巴·賽囊在《巴協》中的記載，聲稱最終天竺的中觀派獲得勝利，被定為正統；堪布摩訶衍向蓮華戒獻上花環，並主動離開邏些。不過，在敦煌出土的漢文禪宗文獻《頓悟大乘正理決》（794年）中，卻有著截然不同的一種記述，聲稱禪宗獲得了勝利，被赤松德贊定為正統派系並得以弘揚。

### 内政的建设
赤松德赞在位期间，将天竺一系的佛教定为国教，制定每一名僧人由三户属民供养的“三户养僧制”。为了推行佛教，他甚至制定所谓的“三喜法”（ 藏語：ཞག་ཅེ་དགའ་གསུམ），规定赞普杀死属民就像母亲打孩子一样，属民应服从赞普；但如果赞普违背佛法，属民可以抗拒赞普的法律。
同时，赤松德赞对松赞干布时代制定的身份制度“告身制”进一步细化，对诉讼制度进行改进，规定杀人或伤人者依对方身份的高低来定刑。他还对藏历进行改进。

### 外戚的争权、赤松德赞的禅位
蔡邦氏是赤松德赞王妃的亲族，那囊氏是赤松德赞母亲的亲族，双方为了争权引起了激烈地冲突。早在789年，赤松德赞为了出征外国，召集群臣商议。由于那囊氏一族的尚杰擦拉囊（汉文文献作尚结赞）担任大论一职，遂派儿子伍仁（藏語：དབུ་རིང）把守宫门，禁止蔡邦氏一族入内。蔡邦氏所生的王子牟如大怒，提刀杀死了伍仁，闯入殿中。赤松德赞大怒，依据“三喜法”的规定，将牟如流放到了北方的羌塘。
797年尚杰擦拉囊逝世后，蔡邦氏一族势力抬头，赤松德赞遂传位于由蔡邦氏所生的次子木奈赞普，自己则退隐到宋喀（藏語：ཟུང་མཁར་）之女马喀宫堡（藏語：སྲྱུག་མ་མཁར་）修行佛法。同年逝世。葬于穆日山（藏語：མུ་ར་རི）赤德祖赞陵墓的后方，称为“朱日祖囊”陵（藏語：འཕྲུལ་རི་གཙུག་སྣང），并在陵墓旁建了一块石碑，以保护信仰苯教的大臣。

## 后世的尊崇
由于赤松德赞对藏传佛教的弘扬作出了十分巨大的贡献，因此同松赞干布、赤祖德赞三人，被藏传佛教信徒尊奉为“吐蕃三大法王”（藏語：ཆོས་ཀྱི་རྒྱལ་པོ）之一。赤松德赞与他的两位师父寂护和莲花生，三人并称为“师君三尊”，备受藏传佛教信众的尊崇。藏族的佛教史学家们对赤松德赞弘扬佛教赞赏有加，但是赤松德赞在位期间的文治武功却被淡化了。

## 赤松德赞的妻子
根据《贤者喜宴》等藏文史料记载，赤松德赞至少有五个后妃。
- 蔡邦·玛加东格（ཚེ་སྤོང་བཟའ་མེ་ཏོག་སྒྲོན）
- 那囊·拉莫赞（མཆིམས་བཟའ་ལྷ་མོ་བཙན་）
- 卡茜·措洁（མཁར་ཆེན་བཟའ་མཆོ་རྒྱལ）
- 没庐·墀洁莫赞（འབྲོ་བཟའ་ཁྲི་རྒྱལ་མོ་བཙན），又名绛求洁赞（བྱང་ཆུབ་རྗེར་མཚན）
- 波雍·嘉摩尊（ཕོ་ཡོས་བཟའ་རྒྱལ་མོ་བཙུན）

另据宁玛派的说法，上师伊喜措嘉是赤松德赞的妃子。

### 引用
1. ↑  《敦煌本吐蕃历史文书增订本》，212页
2. ↑  《敦煌本吐蕃历史文书增订本》，182页
3. 1 2 3  《吐蕃史稿》130~132页
4. ↑  《贤者喜宴》102~103页，又同书110~111页，参见脚注6
5. ↑  达扎路恭记功碑
6. ↑  《新唐书·吐蕃传》
7. ↑  《贤者喜宴》105页
8. ↑  《贤者喜宴》196页
9. 1 2 3 4  《吐蕃史稿》132~135页
10. ↑  《资治通鉴·卷223》
11. ↑  《贤者喜宴》106~108页
12. ↑  《吐蕃史稿》170页
13. ↑  《西藏王统记》记载，玛祥仲巴杰禁佛时曾将逻些小昭寺的觉阿宝像送往芒域，在那里放置了十四年之久，直到赤松德赞亲政之后才被迎回。据此推断赤松德赞的亲政应为即位后的第14年，也就是769年。（《西藏王统记》，第119页）
14. ↑  《贤者喜宴》109页
15. ↑  《吐蕃史稿》171~172页
16. ↑  《吐蕃史稿》172~173页
17. ↑  《贤者喜宴》132~133页、182~183页
18. ↑  象雄是苯教的发源地，因此象雄王坚决支持苯教。此事件在《雍仲本教目录》中有记载。（《贤者喜宴》117页脚注50。）
19. ↑  《吐蕃史稿》175~179页
20. ↑  《贤者喜宴》231~232页
21. ↑  《贤者喜宴》169~170页
22. ↑  《贤者喜宴》138页
23. ↑  《吐蕃史稿》161页
24. 1 2 3  《吐蕃史稿》153~156页
25. 1 2  《吐蕃史稿》157~160页
26. ↑  《贤者喜宴》140~141页。原文称攻打突厥，实际应为回鹘。
27. ↑  《吐蕃史稿》142页
28. ↑  《贤者喜宴》195页，参见脚注3
29. ↑  《吐蕃史稿》160页
30. ↑  摩訶衍在梵语中是 “大乘和尚”的意思（《西藏王统记》，213页，参见脚注677）。
31. 1 2  《贤者喜宴》190~194页。又同书203页，参见脚注42、43、45
32. ↑  《吐蕃史稿》181~183页
33. ↑  《贤者喜宴》233页
34. ↑  《贤者喜宴》197页，参见脚注21
35. ↑  《吐蕃史稿》162~167页
36. ↑  《贤者喜宴》记载牟如被流放羌塘达九年之久；后面又提到798年牟如被召回逻些立为赞普。据此推断，此事件应发生于789年。
37. ↑  《贤者喜宴》232~233页。另有说法称流放其于芒域（今西藏亚东以及不丹一带）。）
38. ↑  《西藏王统记》，130~131页
39. ↑  《贤者喜宴》229页
40. ↑  《吐蕃史稿》168页
41. ↑  《贤者喜宴》139~140页

### 书目
- 《新唐书·吐蕃传》
- 《吐蕃史稿》，才让著
- 《西藏王统记》，索南坚赞著，刘立千译注。民族出版社，2000年2月出版
- 《賢者喜宴》，巴卧·祖拉陈哇著，黃顥譯。中國社會科學院民族研究所，1989年3月出版（原載於《西藏民族學院學報》）
- 《敦煌本吐蕃历史文书（增订本）》，王尧、陈践译注，民族出版社，1992年2月出版

| 赤松德赞        |                          |                 |
| 前任： 赤德祖赞 | 大蕃帝国赞普 755年—797年 | 繼任： 穆尼贊普 |